# Natalie Merchant
Natalie Anne O'Shea Merchant (Jamestown, 26 ottobre 1963) è una cantante, musicista e produttrice discografica statunitense, che dal 1981 al 1993 fece parte dei 10,000 Maniacs prima di intraprendere la carriera solista.
Suona il pianoforte ed è autrice e produttrice di quasi tutte le sue canzoni. I suoi lavori toccano tematiche politiche e sociali ed ha attivamente sostenuto associazioni e progetti come Amnesty International e l'American Indian Movement sia con le sue canzoni che prestandosi come testimonial.
Il suo cognome paterno è siciliano ed originariamente era Mercatanti, prima di venire anglicizzato in Merchant. Il cognome O'Shea invece proviene dal ramo materno della famiglia, di chiara origine irlandese.

## Biografia
Natalie è stata la prima voce dei 10,000 Maniacs, ai quali si era aggregata giovanissima, quando ancora era studentessa al Jamestown Community College.
Ha abbandonato il gruppo nel 1993, per cercare il successo come solista. Tre brani contenuti nel suo album di debutto, Tigerlily, sono entrati nella classifica dei 40 singoli più venduti negli Stati Uniti: Carnival, Jealousy e Wonder. Nel 1997 ha interpretato Planctus, un brano per pianoforte e voce scritto appositamente per lei da Philip Glass. Nel 1998 ha pubblicato l'album Ophelia, che ha promosso partecipando come co-headliner al festival musicale itinerante Lilith Fair. L'anno successivo ha pubblicato Live in Concert, che conteneva delle cover, delle canzoni del suo repertorio da solista ed anche dei brani appartenenti al periodo in cui faceva parte dei 10,000 Maniacs.
Nel 2001 la Merchant ha pubblicato l'album Motherland, esibendosi in un lungo tour che ha toccato sia gli Stati Uniti che l'Europa. Nel 2003 ha lasciato la sua casa discografica, l'Elektra Records, pubblicando nel settembre dello stesso anno un album di brani folk e tradizionali intitolato The House Carpenter's Daughter per la sua etichetta personale, la Myth America Records.
Nel 2005 l'Elektra Records ha pubblicato Retrospective: 1995-2005, una raccolta di singoli dell'artista. Ne esiste anche un'edizione limitata in 2 CD che contiene anche alcuni brani poco noti e non pubblicati in precedenza.
Il 13 aprile 2010 è uscito per la Nonesuch Records dopo 7 anni dal precedente il nuovo album di studio, Leave Your Sleep, co-prodotto da Andres Levin. Il disco, distribuito in due versioni (un'edizione deluxe in doppio CD con ventisei canzoni e una selezione con sedici pezzi) è stato definito dalla stessa Merchant come "il progetto più complesso che io abbia mai portato a compimento o immaginato". Infatti, la registrazione ha coinvolto più di cento musicisti e i testi delle canzoni sono stati scelti da Natalie Merchant tra canzoni popolari e composizioni di poeti di epoca vittoriana, oltre ad autori contemporanei, tra cui Ogden Nash, Edward Estlin Cummings, Robert Louis Stevenson, Christina Rossetti, Edward Lear, Gerard Manley Hopkins e Robert Graves.
Nel febbraio 2014 ha annunciato il suo album omonimo. L'album è composto da nuovi lavori. È la sua prima raccolta di materiale originale da Motherland del 2001. Natalie Merchant è stato pubblicato il 6 maggio 2014 dalla Nonesuch Records ed è stato nominato Album della settimana dal Daily Telegraph. L'album ha debuttato al numero 20 della classifica dei 200 migliori album di Billboard e al numero 2 della classifica degli album folk di Billboard per la settimana del 24 maggio 2014. È stata in tournée dal 3 luglio 2014, iniziando a Kingston, New York e concludendo al Pabst Theatre di Milwaukee il 25 luglio 2014.
Nel 2015 ha pubblicato un album di nuove registrazioni delle canzoni dal suo album solista multiplatino Tigerlily. Ha migliorato molte delle tracce con gli archi e ne ha spogliate altre. Dice: "La distanza percorsa da questa musica una volta che ha lasciato le mie mani è umiliante, e sono commossa da quante vite ha toccato lungo la strada".
Nel 2017 ha pubblicato Butterfly, una raccolta di nuove canzoni e versioni orchestrali di brani registrati in precedenza.
Il suo ottavo album in studio, Keep Your Courage, è uscito il 14 aprile 2023 tramite l'etichetta Nonesuch Records. L'album è stato il primo nuovo materiale di Merchant dal suo album omonimo del 2014 'Natalie Merchant.
Ha cantato insieme a molti altri artisti, tra i quali Michael Stipe (suo compagno negli anni ottanta per un breve periodo), Susan McKeown, David Byrne, Tracy Chapman e Peter Gabriel. Ha varie volte collaborato anche con Billy Bragg (e i Wilco) e tra queste collaborazioni si segnala l'album Mermaid Avenue. Tra le collaborazioni recenti, si segnala la partecipazione a Here Lies Love di David Byrne e Fatboy Slim, concept album sulla vita di Imelda Marcos, nel quale Natalie Merchant ha cantato Order 1081.

## Discografia

### Con i 10,000 Maniacs
- 1981 - Human Conflict Number Five
- 1983 - Secrets of the I Ching
- 1985 - The Wishing Chair
- 1987 - In My Tribe
- 1989 - Blind Man's Zoo
- 1990 - Hope Chest: The Fredonia Recordings 1982-1983
- 1992 - Our Time in Eden
- 1993 - MTV Unplugged
- 2004 - Campfire Songs: The Popular, Obscure and Unknown Recordings

### Da solista
- 1995 - Tigerlily
- 1998 - Ophelia
- 1999 - Tigerlily (Bonus CD)
- 1999 - Live in Concert
- 2001 - Motherland
- 2003 - The House Carpenter's Daughter
- 2005 - Retrospective: 1995-2005
- 2010 - Leave Your Sleep
- 2014 - Natalie Merchant
- 2015 - Paradise Is There: The New Tigerlily Recordings
- 2017 - Butterfly
- 2023 - Keep Your Courage

### Singoli
- Carnival
- Wonder
- Jealousy
- San Andreas Fault
- Kind & Generous
- Break Your Heart
- Life Is Sweet
- Space Oddity
- Just Can't Last
- Build a Levee

### Partecipazioni a raccolte
- 1988 - Stay Awake: Various Interpretations of Music from Vintage Disney Films Raccolta di reinterpretazioni di canzoni tratte dai vecchi film della Disney - Brano Little April Shower tratto da Bambi.